# 藍色灣
66°49′S 141°24′E / 66.817°S 141.400°E
藍色灣（Bleue Cove），是南極洲的海灣，位於阿黛利地，處於馬熱里角以東，在1950年由法國探險隊繪入地圖和命名，現時由南極條約體系管理。